# Moscavide (métro de Lisbonne)
Pour les articles homonymes, voir Moscavide.
Moscavide est une station du métro de Lisbonne sur la ligne rouge.